# Индикатор дальность-высота

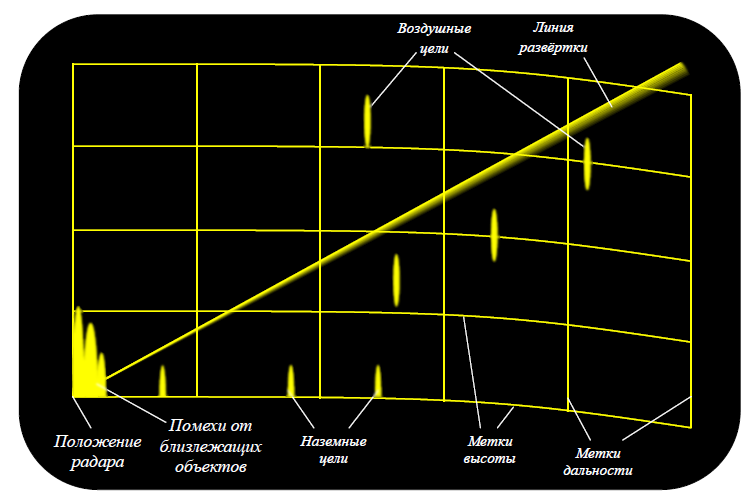
Внешний вид индикатора дальность-высота

Индикатор дальность-высота (англ. Range-Height Indicator, RHI) — один из элементов системы отображения информации трёхкоординатных радиолокационных станций. В ранних конструкциях представлял собой электронно-лучевую трубку с прямоугольным экраном, на котором горизонтальная ось означала расстояние от антенны, вертикальная — высоту. Индикаторы этого типа не содержали сведений об азимуте цели, поэтому отображали данные либо для конкретного сектора по азимуту, вручную установленному оператором, либо для всего диапазона азимутов в режиме обзора.
Высота цели в трёхкоординатных радарах определяется относительно горизонтальной плоскости, проходящей через антенну радара. Из-за кривизны земной поверхности возникает ошибка в определении высоты для целей, находящихся на большом расстоянии. Для компенсации этой ошибки горизонтальные линии координатной сетки индикатора искривлены в соответствии с кривизной поверхности земли. Это позволяет оператору определять высоту цели визуально, без каких-либо расчётных поправок.
Цели представляются на индикаторе в виде светящихся отметок, вытянутых в вертикальном направлении. Такая форма связана с большими угловыми размерами сканирующего луча, составлявшими 1 и более градусов. Например, на расстоянии 100 км луч шириной 1° даёт отметку цели высотой 1,7 км. Поскольку луч симметричен, то реальные координаты цели определяются по геометрическому центру отметки.
Координаты луча развёртки выражаются в параметрическом виде следующим образом:
{\displaystyle x(t)={\frac {1}{2}}~M_{x}~c~(t-t_{0});}
{\displaystyle y(t)={\frac {1}{2}}~M_{y}~c~(t-t_{0})\cdot \sin \varphi (t),}
где
{\displaystyle t_{0}} — момент формирования последнего зондирующего импульса;
{\displaystyle c} — скорость света;
{\displaystyle \varphi (t)} — наклон оси антенны над горизонтом в момент формирования зондирующего импульса;
{\displaystyle M_{x},M_{y}} — масштабы по осям х и у;